# Oeschenbach
Oeschenbach es una comuna suiza del cantón de Berna, situada en el distrito administrativo de Alta Argovia. Limita al norte y noreste con Ursenbach, al sureste con Walterswil, al suroeste con Wynigen, y al noroeste con Ochlenberg.
Hasta el 31 de diciembre de 2009 situada en el distrito de Aarwangen.